# Taubenhaus (Tour Garden)

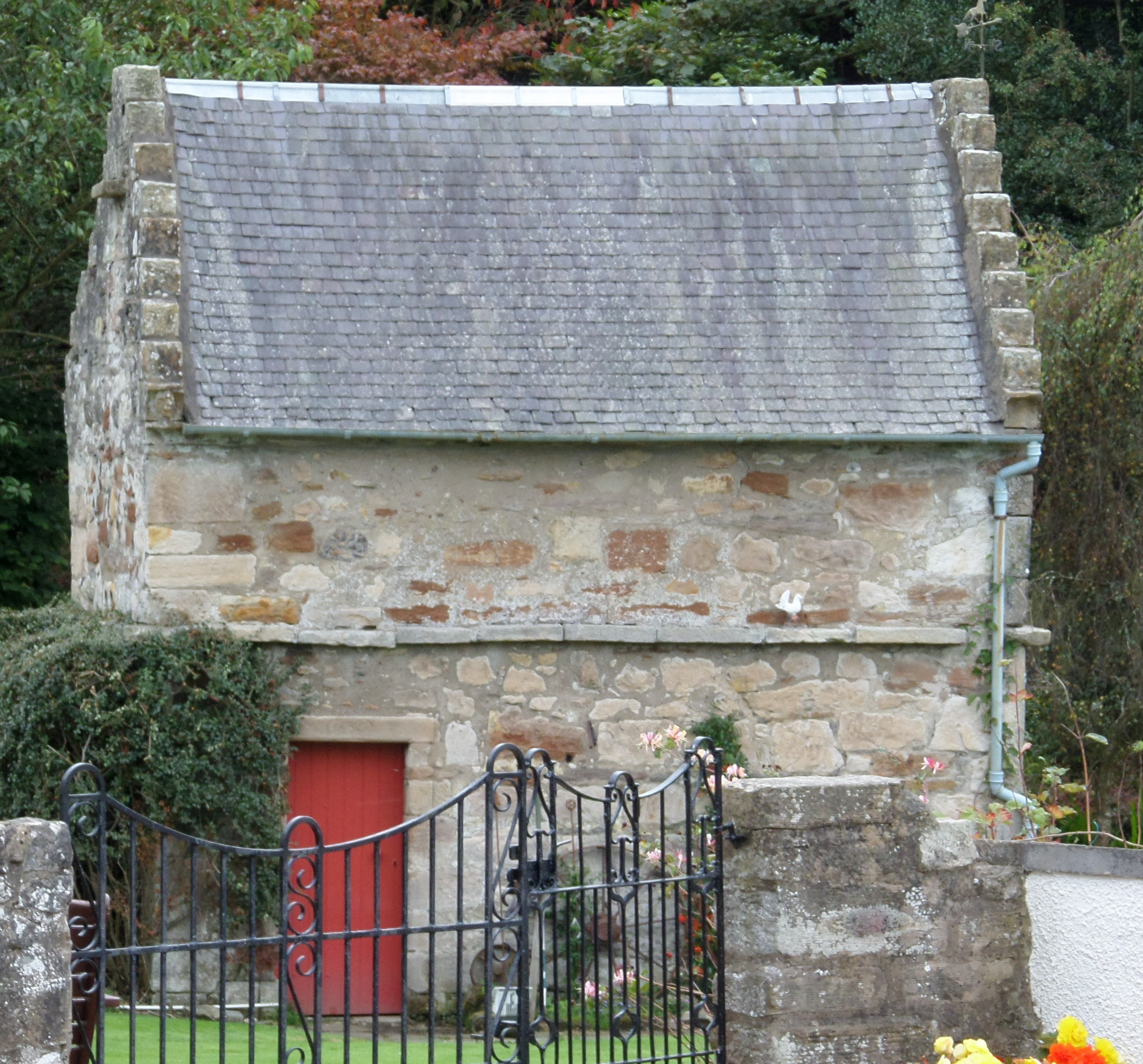
Taubenhaus von Tour Garden

Das Taubenhaus von Tour Garden ist ein Taubenhaus in der schottischen Stadt Kilmaurs in der Council Area East Ayrshire. 1971 wurde das Bauwerk in die schottischen Denkmallisten in der höchsten Denkmalkategorie A aufgenommen.

## Beschreibung
Das Gebäude liegt am Südostrand von Kilmaurs gegenüber dem Friedhof, abseits der A735. Das im Jahre 1636 errichtete Bauwerk weist einen länglichen Grundriss auf. Es schließt mit einem symmetrischen Satteldach ab, dessen Giebel als Staffelgiebel gearbeitet sind. Auf dem Türsturz ist das Baujahr angegeben. In mancher Literatur ist auch das Jahr 1630 angegeben, welches von den Denkmalschutzbehörden jedoch als unrichtig bezeichnet wird. Bei einer Begehung in den 1950er Jahren wurde das Gebäude teilweise als Lagerraum genutzt. 1982 wurde der Zustand des Taubenhauses als gut beschrieben. An drei der vier Seitenwänden waren zu diesem Zeitpunkt noch die ursprünglichen Nistkästen vorhanden.